# Melasina infensa
Melasina infensa är en fjärilsart som beskrevs av Edward Meyrick 1916. Melasina infensa ingår i släktet Melasina och familjen säckspinnare. Inga underarter finns listade i Catalogue of Life.